# Садыков, Саодат Садыкович
Саодат Садыкович Садыков (12 февраля 1910 года — 1 марта 1995 года) — доктор биологических наук, член-корреспондент АН УзССР, специалист по генетике и селекции хлопчатника. 

## История
Саодат Садыков родился в городе Коканд Ферганской области в Российской империи.
Благодаря своему желанию и советской власти получил, в 1933 году, высшее образование в стране Советов, и после окончания института, был направили на работу в Всесоюзный научно-исследовательский институт хлопководства и ирригации (ВНИИХиИ). В период работы в ВНИИХиИ написал и опубликовал монографию «Советский египетский хлопчатник в Узбекистане», которая сохранила научную ценность по настоящее время.
В октябре  1939 года был призван в ВС Союза ССР. С первых дней Великой Отечественной войны С. С. Садыков участвовал в боях против немецко-фашистских захватчиков. После серьезного ранения С. С. Садыков был уволен в запас, в апреле 1942 года, и направлен в Министерство Госконтроля Узбекской ССР, в должности главного контролёра группы совхозов. С 1948 года Саодат Садыкович руководил лабораторией агробиологии в Институте сельского хозяйства АН УзССР (ИСХ АН УзССР), в 1950 году был назначен на должность директора ИСХ АН УзССР. 
В 1952 года С. Садыков был избран членом-корреспондентом АН УзССР. В 1963 году он был назначен начальником Управления науки и членом коллегии Государственного комитета по хлопководству Средней Азии при Госплане Союза ССР. Одновременно продолжал научные исследования. В ноябре 1963 года Саодат Садыкович полностью переключился на научно-исследовательскую работу в Институте генетики и физиологии растений АН УзССР (Институт экспериментальной биологии растений).
В течение многих лет Саодат Садыкович исследует влияние светового и температурного факторов на фенотипическое проявление генетической потенции хлопчатника, изменения основных морфобиологических и хозяйственно-ценных признаков в популяциях форм и сортов хлопчатника под влиянием пониженной температуры, удлиненного светового дня и спектрального состава света. Он является автором сравнительно мало теплолюбивых скороспелых селекционных форм и сортов Л-1447, АН-201, АН-202, АН-204, АН-205, АН-208, АН-209, АН-212 и АН-214.
С 1961 года С. С. Садыков изучает в условиях производства формирование генетической структуры популяции селекционных сортов хлопчатника, взаимоотношения биотипов в сортовой популяции, что позволило ему эффективно применить метод межлинейной гибридизации в работе с хлопчатником.
Особое внимание уделял вопросам иммунитета. Исследования Саодата Садыковича положили начало широкому привлечению диких форм хлопчатника в практическую селекцию и выведению сортов на новой генетической основе. Он разрабатывает такую важную проблему как обогащение генетического фонда вида G. hirsutum L..
Академик является соавтором вилтоустойчивых сортов Ташкент-2 и Ташкент-3. Садыков экспериментально доказал целесообразность использования форм и сортов хлопчатника G. barbadense L. при гибридизации с формами G. hirsutum L. с целью повышения вилтоустойчивости и других хозяйственно-ценных признаков этой культуры.
Многолетние научные исследования  С. С. Садыкова обобщены в монографии «Повышение скороспелости и урожайности хлопчатника» (1972 год). В 1973 году подана заявка на патент — «Способ контроля процесса оплодотворения цветка хлопчатника» (Советский патент 1975 года по МПК A01H5/12). 
В 1974 году С. С. Садыкову была присвоена учёная степень доктора биологических наук.
С. С. Садыкову принадлежит идея уменьшения загрязненности окружающей среды путем создания сортов хлопчатника с естественно ранней листопадностью. Выведенный учёным раннелистопадный, скороспелый, высокоурожайный, вилтоустойчивый сорт АН-Баяут-2 успешно прошел государственное испытание и производственное размножение.
Широкий круг биологических исследований, проводимых под руководством Саодата Садыковича, способствовал созданию в Институте экспериментальной биологии растений новых лабораторий: цитоэмбриологии, радиобиологии, анатомии и морфологии, генетики вилтоустойчивости, мутагенеза, биологии развития хлопкового волокна.
Им подготовлены высококвалифицированные научные кадры в   различных  областях   биологической   науки.
Саодат Садыкович — автор 2 монографий и более 150 статей. Он проводит большую редакционную работу, являясь ответственным редактором тематических и монографических сборников и брошюр, членом редколлегии «Узбекского биологического журнала», редакционных советов Узбекской Советской энциклопедии и энциклопедии   по  хлопководству.
Саодат Садыкович  членом Ученых советов Института селекции и семеноводства хлопчатника МСХ  СССР   и Ташкентского сельскохозяйственного   института.
В 1952—1955 гг.  был председателем республиканского  общества сельского  хозяйства,  в  1956—1958  гг.— членом Президиума Узбекского общества по распространению политических  и научных знаний.
В 1960—1965 гг. С. С. Садыков — член Высшей аттестационной комиссии Министерства высшего и среднего специального образования по секции биологических, сельскохозяйственных и ветеринарных  наук.
В 1966 г. был избран президентом Узбекского Отделения Всесоюзного общества генетиков и селекционеров им. Н. И. Вавилова, в 1971 г. назначен председателем комиссии по генетике и селекции хлопчатника Научного совета по проблемам генетики и селекции АН СССР, с 1972 г. состоит членом Президиума Центрального Совета ВОГиС, с 1975 г.— членом секции «Генетические аспекты проблемы «Человек и биосфера» при Государственном Комитете Совета Министров СССР по науке и технике, с 1976 г.— членом координационного совета по генетике при ИНЭБР АН УзССР и членом специализированного Ученого совета по защите кандидатских диссертаций при ИНЭБР АН УзССР. Саодат Садыкович являлся членом Ученого совета этого института, членом бюро Отделения биологических наук АН  УзССР.
С. С. Садыков выступал с докладами на X (г. Монреаль, Канада), XI (г. Гаага, Голландия) и XIV (г. Москва) международных генетических конгрессах; на III—V Американо-Советских симпозиумах (гг. Ташкент, Душанбе, Баку), на II—III съездах ВОГиС им. Н. И. Вавилова.
Саодат Садыкович — один из организаторов первого Всесоюзного научного совещания по генетике хлопчатника в г. Ташкенте (1968 г.), совместного пленума Центрального Совета ВОГиС им. Н. И. Вавилова и Научного совета по проблемам генетики и селекции АН СССР в г. Ташкенте (1979 г.), многих симпозиумов и совещаний по различным вопросам генетики хлопчатника.
Большие заслуги С. С. Садыкова в развитии хлопководства высоко оценены . Он дважды награжден орденом Трудового Красного Знамени, орденом «Знак почета», медалями «За трудовое отличие», «За доблестный труд в годы Великой Отечественной войны 1941—1945 гг.»,  " Жасорат", «За доблестный труд , 4 почетными грамотами Президиума Верховного Совета Уз ССР. 21 марта 1980 г. ему присвоено почетное звание «Заслуженный деятель науки Узбекской ССР». В 1996 г.  за создание скороспелого и высокоурожайного, с высоким выходом средневолокнистого волокна сорта хлопчатника АН-Баяут 2" был удостоен Государственной премией Абу Райхон Беруний. Данный сорт хлопчатника до сих пор считается одним из лучших сортов хлопчатника высеваемых в Узбекистане и других Среднеазиатских республиках.